# Distrito de Bihor
Bihor (en húngaro: Bihar) es un distrito (judeţ) del noroeste de Rumania, al oeste de la región histórica de Transilvania, en la subregión de Crişana. La ciudad capital es Oradea (población: 206.527 habitantes).

## Fronteras
- Distritos de Sălaj, Cluj y Alba al este.
- Hungría al oeste - distrito húngaro de Hajdú-Bihar.
- Distrito de Satu Mare al norte.
- Distrito de Arad al sur.

## Demografía
En 2002, Bihor tenía una población de 600.223 habitantes, una densidad de 79,56 habitantes/km². El 48,6% de su población reside en áreas urbanas, cifra que se mantiene por debajo del promedio nacional rumano.
Los habitantes de origen rumano constituyen el 67,40% de la población, mientras que los de origen húngaro se destacan como la minoría más importante con un 26%. El resto se divide entre romas (Gitanos) - 5,00%, eslovacos - 1,22% y alemanes - 0,2%.

## Geografía

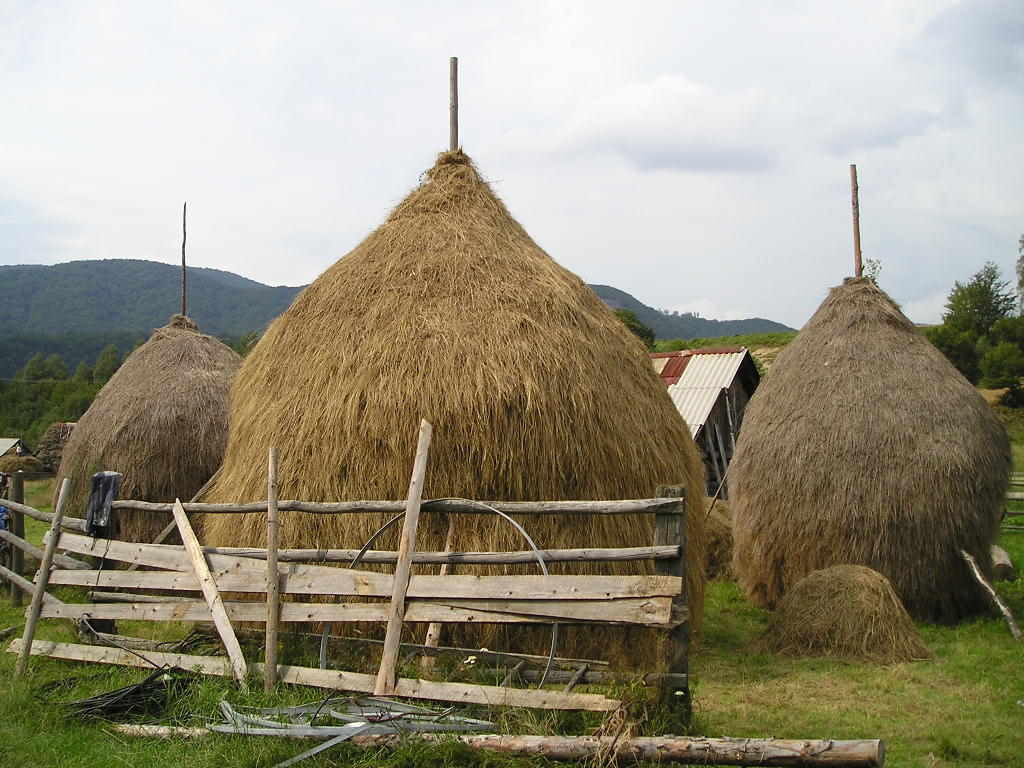
Cabezas de Paja en Valea Gugi. Agosto de 2005

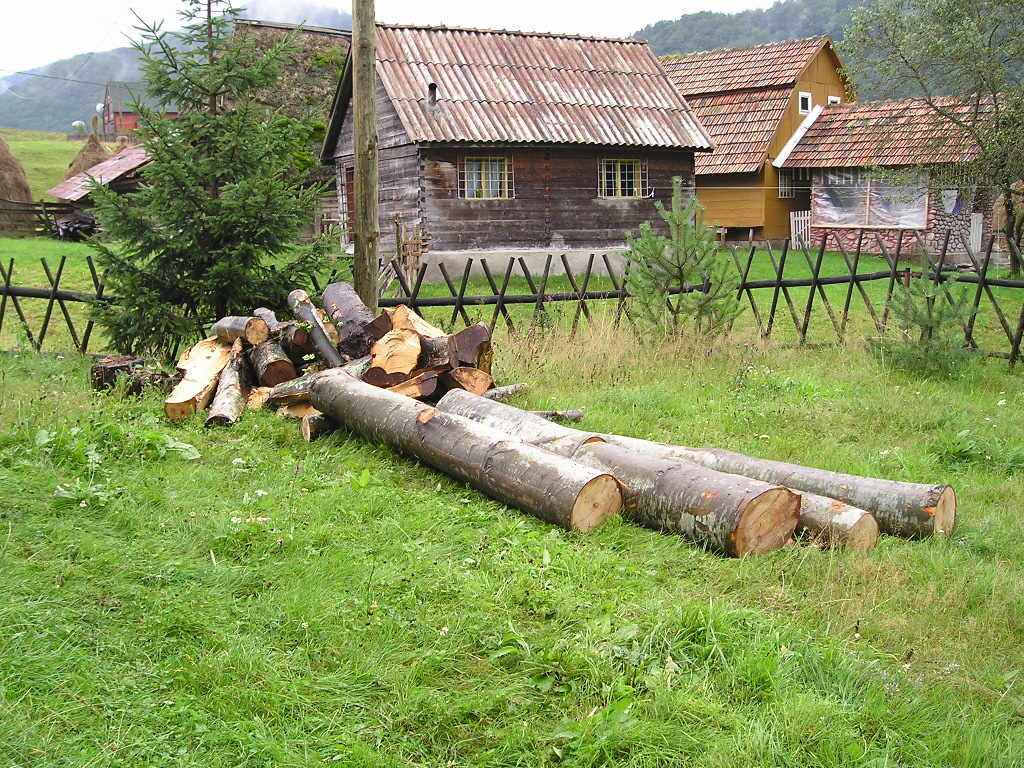
Paisaje en Valea Gugi. Agosto de 2005

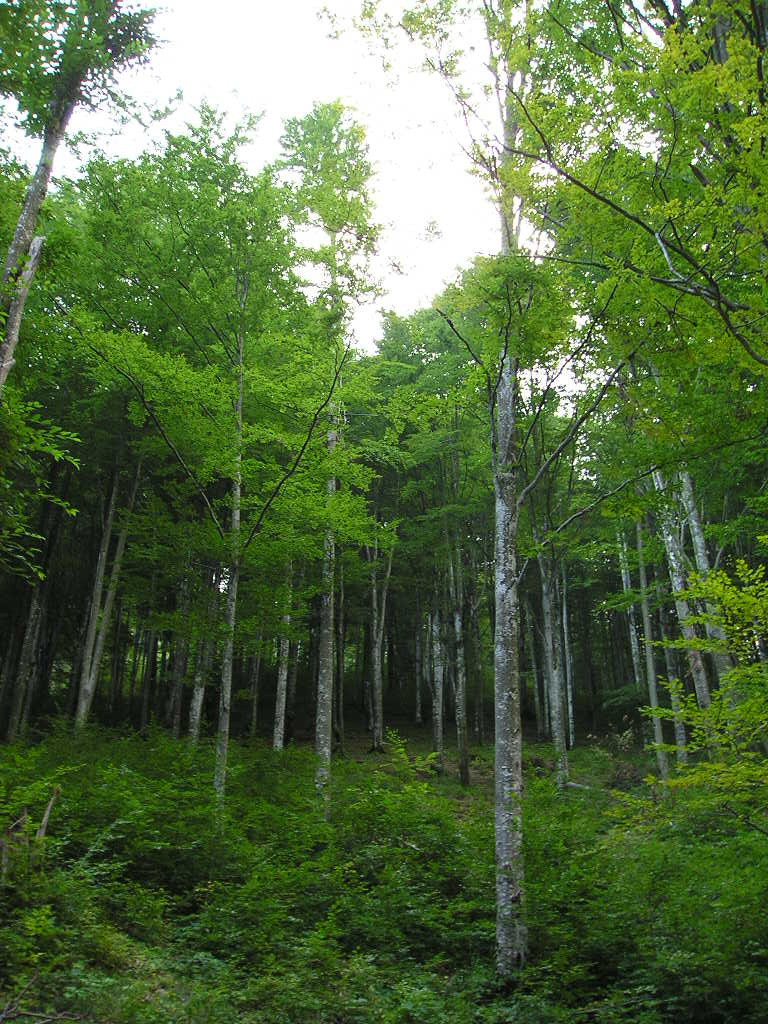
Bosque de hayas. Agosto de 2005

Este distrito tiene un área total de 7.544 km².
Hacia el Este se levantan los Montes Apuseni que alcanzan alturas de hasta 1800 m. Mientras se avanza hacia el Oeste, la altura decrece, pasando por suaves colinas hasta llegar a la llanura occidental rumana (el extremo oriental de la llanura de Panonia).
La cuenca hidrográfica del río Criş se extiende a través de todo el distrito, distinguiéndose los ríos Crişul Repede, Crişul Negru y Barcău.

## Economía
Bihor es uno de los distritos más ricos de Rumanía, con un PIB bien por encima del promedio nacional. Recientemente, la economía local ha sido liderada por una serie de proyectos de construcción. Bihor cuenta con una tasa de desempleo de solo 1,9%, la más baja de Rumanía (5,5%) y una de las más bajas de toda Europa. En 2003, el 25,1% de la población vivía por debajo de la línea de pobreza nacional, una cifra que ha decrecido hasta alcanzar un 20% en 2005.
Las principales actividades industriales son:
- La industria textil.
- La industria alimenticia.
- La industria de los componentes mecánicos.
- La metalurgia.

Al oeste del distrito se extrae carbón y bauxita. También se extrae petróleo.

## Turismo
Las principales atracciones turísticas son:
- La ciudad de Oradea;
- Los Montes Apuseni:
- El centro turístico Stâna de Vale y el Valle de Iada;
- Las cuevas de los alrededores de Padiş y del Valle del Río Sighiştel;
- La Cueva del Oso;
- El centro turístico Băile Felix.
- Bihor
- Iglesias de madera en el Condado de Bihor

## Divisiones Administrativas
El distrito cuenta con 4 municipios, 6 poblados y 90 comunas.

### Municipios
Oradea, Beiuş, Marghita, Salonta.

### Poblados
Aleşd,
Nucet,
Săcueni,
Ştei,
Valea lui Mihai,
Vaşcău.

### Comunas
Avram Iancu, Ant, Rontău, Tileagd, Nojorid, Girişu de Criş, Biharia, Simian, Diosig, Sălard, Zerind, Ciumeghiu, Budureasa, Băile Felix, Sânmartin, Copăcel, Brusturi, Cetariu, Abrămut, Bratca, Rieni, Câmp, Setche, Roşia, Ciuhoi, Derna, Spinuş, Popeşti, Tăuteu, Miersig, Lăzăreni, Tărcaia, Tarcea, Tulca, Draganesti, Olcea, Balc, Dobresti.
- Datos: Q179588
- Multimedia: Bihor County / Q179588